# ダン・ブランシュ
ダン・ブランシュ（Dent Blanche）は、ペンニネアルプス山脈に属するスイス ヴァレー州の山である。山名はフランス語で「歯（dent）」と「白い（blanche）」を意味する。ツェルマットの約10 km西、大局的にはエラン谷（Val d'Hérens）、アニヴィエ谷（Val d'Anniviers）、マッター谷（Mattertal）を分ける尾根が収斂する位置に存在する。

## 地理
山頂の標高は4,357 mであり、山頂から4つの稜線が東西南北に伸びる。北稜の先にはグラン・コルニエ（標高3,962 m）が有る。北稜と東稜の間のグラン・コルニエ氷河は、山の北東面の頂上近くに端を発する。その一方で、他の斜面の氷河の位置は低く、フランス語で「白い歯」を意味する山の名ほど白くない。元々ダン・ブランシュは、ダン・デラン（Dent d'Hérens）と呼ばれていたが、地図製作者の経験不足と、地域により山の呼び方が異なっていたため、19世紀半ばまで約7 km南に位置する現在のダン・デランと混同されていた。現在のダン・デランの位置にダン・ブランシュと書かれた古い地図も存在する。
南稜は他に比べると傾斜が緩い。南東面から南稜に沿って南下するシェーンビエル氷河（Schönbielgletscher）は、ツムット氷河（Zmuttgletscher）に合流し、氷河が解けた水はツムット、ツェルマット、フィスプを通り、ローヌ川に合流する。

## 歴史
初登頂は1862年7月18日に、T.S.ケネディ（Thomas Stuart Kennedy）、W.ウィグラム（William Wigram）、C.ウィグラム、ガイドのクロッツ（Jean-Baptiste Croz）とJ.クロニッヒ（J. Kronig）のパーティによって達成された。初登頂を達成した際は、強い風と雪という悪天候だった。この時は、比較的傾斜の緩い南稜と南西面を経由して、山頂に到達した。

## 写真集
- クライン・マッターホルンからの眺め。左からマッターホルン（4,478 m）、ダン・ブランシュ（4,357 m）、グラン・コルニエ（3,862 m）、右端はオーバー・ガーベルホルン（4,063 m）である。
- ツムット谷とダン・ブランシュ（中央）。谷底にスタッフェルポンプ場（右下）。